# Robiquetia palawensis
Robiquetia palawensis är en orkidéart som beskrevs av Takasi Tuyama. Robiquetia palawensis ingår i släktet Robiquetia och familjen orkidéer. Inga underarter finns listade i Catalogue of Life.